# Rebelde (série télévisée, 2011)
Cet article concerne la série télévisée brésilienne. Pour la série télévisée mexicaine, voir Rebelde.
Pour les articles homonymes, voir Rebelde.
Rebelde est une telenovela brésilienne diffusée en 2011 - 2012 par RecordTV.

## Distribution
| Acteur/Actrice    | Personnage                           | Référence |
| ----------------- | ------------------------------------ | --------- |
| Lua Blanco        | Roberta Messi                        | [ 2 ]     |
| Sophia Abrahão    | Alice Albuquerque                    | [ 3 ]     |
| Mel Fronckowiak   | Carla Ferrer Pires                   | [ 4 ]     |
| Arthur Aguiar     | Diego Maldonado                      | [ 5 ]     |
| Micael Borges     | Pedro Costa                          | [ 6 ]     |
| Chay Suede        | Tomás Campos Sales Penedo            | [ 7 ]     |
| Rayana Carvalho   | Pilar Araripe                        | [ 8 ]     |
| Pedro Cassiano    | Fábio Correia (Binho)                | [ 9 ]     |
| Floriano Peixoto  | Jonas Araripe                        | [ 10 ]    |
| Adriana Garambone | Eva Messi                            | [ 11 ]    |
| Luciano Szafir    | Franco Alburqueque                   | [ 12 ]    |
| Juan Alba         | Leonardo Maldonado                   | [ 13 ]    |
| Cássia Linhares   | Sílvia Campos Sales Torres Maldonado | [ 14 ]    |
| Eduardo Pires     | Vicente Antônio Campos               | [ 15 ]    |
| Lana Rhodes       | Bernarda Ferrer Pires (Becky)        | [ 16 ]    |
| Rocco Pitanga     | Lupicínio Alves (Lúpi)               | [ 17 ]    |
| Zezé Motta        | Dalva Alves (Dadá)                   | [ 18 ]    |
| Cláudia Lira      | Elizabeth Costa (Beth)               | [ 19 ]    |
| Eliana Guttman    | Ofélia Campos Sales                  | [ 20 ]    |
| Lisandra Parede   | Débora Campos Sales Torres           | [ 21 ]    |
| Daniel Erthal     | Arthur Paz                           | [ 22 ]    |
| Karen Marinho     | Cilene Zanetti                       | [ 23 ]    |
| Edwin Luisi       | Genaro Zanetti / Osvaldo Zanetti     | [ 24 ]    |
| Cristina Mullins  | Teresa Silva                         | [ 25 ]    |
| Carla Diaz        | Márcia Luz Maldonado                 | [ 26 ]    |
| Pérola Faria      | Vitória Paz                          | [ 27 ]    |
| Jhulie Campello   | Maria Gomes                          | [ 28 ]    |
| Bernardo Falcone  | Téo Marques                          | [ 30 ]    |
| Antônio Pompêo    | Alceu Alves                          | [ 31 ]    |
| Adriana Londoño   | Leila Campos Sales Penedo            | [ 32 ]    |
| Andréa Avancini   | Luciana Pontes (Luli)                | [ 33 ]    |
| Lucas Cotrim      | Raul Costa                           | [ 34 ]    |
| Juliana Xavier    | Beatriz Alves (Bia)                  | [ 35 ]    |
| Sylvio Meanda     | Pingo Silva                          | [ 36 ]    |
| Augusto Garcia    | Marcelo                              | [ 37 ]    |
| Carlos Bonow      | Leonel                               | [ 38 ]    |
| Nanda Ziegler     | Helena Ambrust                       | [ 39 ]    |
| Alessandra Loyola | Daniela (Dani)                       | [ 40 ]    |
| Roberta Santiago  | Raquel Galvão                        | [ 41 ]    |
| Verônica Debom    | Cristina (Cris)                      | [ 42 ]    |

## Versions
- Rebelde Way (2002)
- Rebelde (2004)
- Remix (2004)
- Rebelde Way (2008)
- Corazón rebelde (2009)